# Территория Нутка
Территория Нутка (исп. Territorio de Nutca/Nutka) — территория в Северной Америке, на которую претендовала Испанская империя в концe XVIII века.
Включала в себя острова и южную часть современной Британской Колумбии; а также территории современных штатов Вашингтон, Орегон, Айдахо и части Монтаны и Вайоминга. Управлялась из Мехико с 1789 по 1795 год, когда он был частью вице-королевства Новая Испания .
Административным центром территории был форт Сан-Мигель, построенный испанцами под командованием Эстебана Хосе Мартинеса на острове Ванкувер в 1789 году. Форт охранялся ротой каталонских добровольцев до 1795 года, когда он был заброшен.
После серии соглашений, заключённых между Испанией и Великобританией в 1790—1794 годах, обе стороны отказывались от суверенитета на территорию. Хотя северо-западное побережье Тихого океана от Орегона до Аляски было оставлено открытым для британской колонизации, начало наполеоновских войн в Европе отвлекло любые усилия британцев в этом направлении. В результате освоением побережья занималась Российско-американская компания, экспансия которой на юг была остановлена в 1820-е гг. на параллели 54°40’ с. ш. совместным действиями Англии и Америки.
В то время США не предъявляли никаких претензий в этих областях, но они приобрели испанские права в этих областях по договору Адамса — Ониса, подписанному в 1819 году. Соединённые Штаты утверждали, что приобрели исключительные права суверенитета Испании в этом районе, и это привело к пограничному спору с Великобританией вокруг Орегона. Спор был разрешён подписанием Орегонского договора в 1846 году, разделившего спорную территорию и установившего границу между американскими и английскими владениями на Орегонской земле.